# Ptychandra leytensis
Ptychandra leytensis är en fjärilsart som beskrevs av Banks, Holloway och Bryan Alwyn Barlow 1976. Ptychandra leytensis ingår i släktet Ptychandra och familjen praktfjärilar. Inga underarter finns listade.